# جغرافيا سانت كيتس ونيفيس
سانت كيتس ونيفيس، هي دوله ذات جزيرتين تبلغ مساحتها الاجماليه 270 كيلومتر مربع (104 ميل مربع). تبلغ مساحة جزيرة سانت كيتس والتي هي الأكبر بين الجزيرتين 180 كيلومتر مربع (68 ميل مربع)وتقع على خط العرض 17,30 شمالاً وخط الطول 62,80 غرب.بينما تبلغ مساحة نيفيس 93 كيلومتراً مربعاً (36 ميلاً مربعاً) وتقع عند خط العرض 17,10وخط الطول 62,35 غرباً، على بعد حوالي 3 كم جنوب شرق سانت كيتس. تبعد الجزيرتان حوالي ثلث الطريق من بورتورويكو إلى ترينيدا وتوباغو.وهما بركانيه وجبليه.

## الجيولوجيا
تتكون جزيرة سانت كيتس بشكل شبه حصري من صخور بركانية من معادن أنديسايت أو داسيت. تشبه جيلوجيتها تلك الموجوده في الجزر البركانية الأخرى في أرخبيل الأنتيل الصغرى.. الجزر عبارة عن قمم سلسلة جبلية مغمورة وتشكل الحدود الشرقية لما يعرف باسم الصفيحه التكتونيه الكاريبيه . تقع سانت كيتس في اتجاه الشمال الغربي والجنوب الشرقي، بطول 80 كم وعرض 16 كم. ويعد ارخبيل الجزيرة بأكملها صغير من الناحية الجيولوجية، وقد بدأت على الأرجح في التكون قبل أقل من 50 مليون سنة، خلال العصر الميوسيني حدث النشاط البركاني على طول تلال هذا الأرخبيل المقوس خلال العصر الميوسيني واستمر منذ ذلك الحين.
نيفيس هي جزيرة بركانية بدأت تتكون في منتصف العصر البليوسيني (منذ حوالي 3,45 مليون سنة). ومع ذلك، تضم الجزيرة عدداً من المراكز البركانية المنفصلة التي تتراوح في العمر من منتصف العصر الجليدي.وهي تمنع أي نموذج للتطور الجيولوجي للجزيرة. جيولوجيا نيفيس يمكن تقسيمها إلى أربع وحدات غير رسميه.البركانية من المراكز البركانية والصخور البركانية - الحمم البركانية والأنهيارات والرواسب النهرية والبحيرية والشواطئ المرتفعة.

## إحصائيات

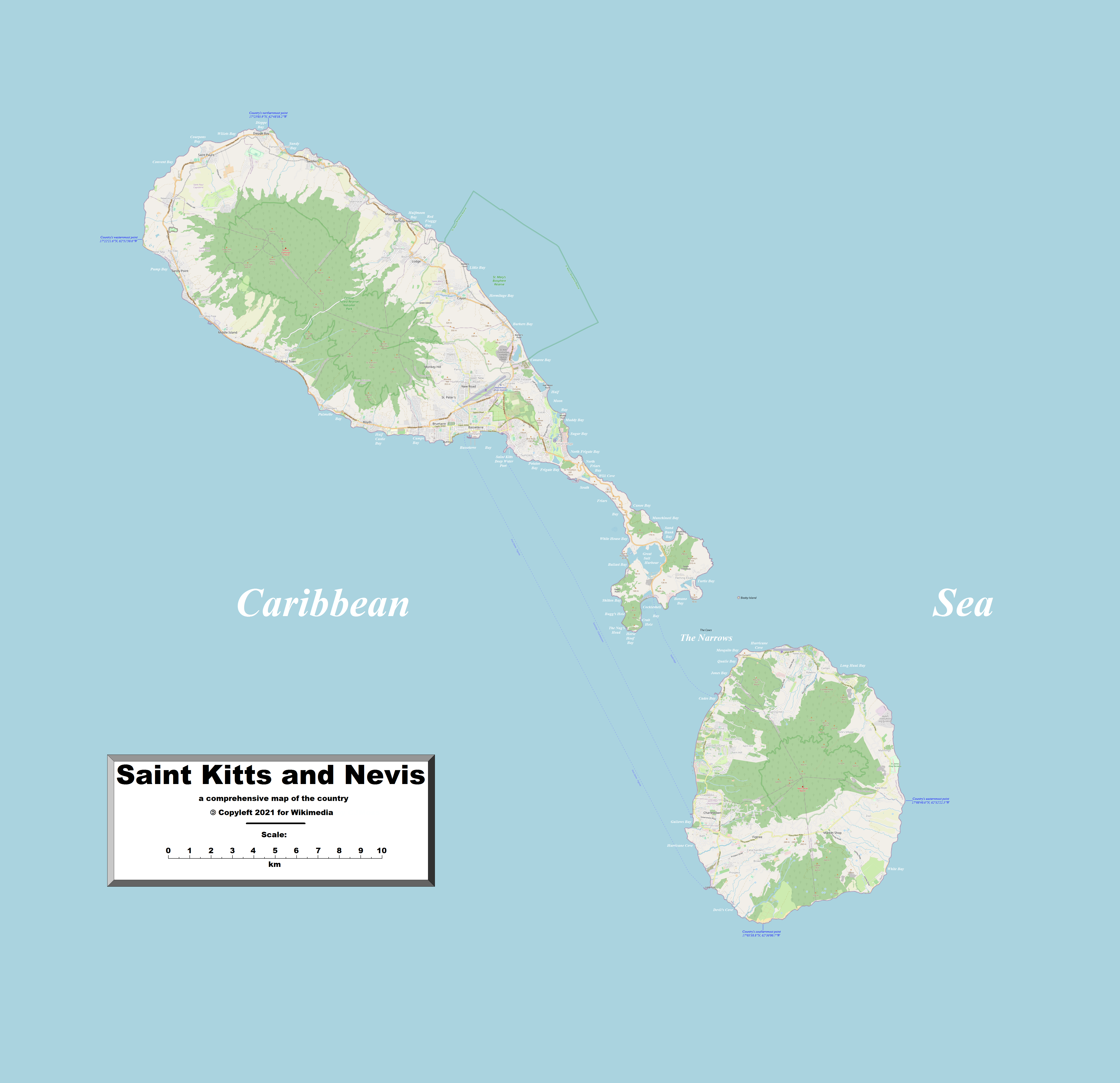
خريطة موسعة ومفصلة لسانت كيتس ونيفيس

المساحة: المجموع: 261 كيلومتر مربع (سانت كيتس 168 كيلومتر مربع؛ نيفيس 93 كيلومتر مربع) اليابسه: 261 كيلومتر مربع الماء: 0 كيلومتر مربع
مقارنة المساحة: ثلثي مساحة جزيرة بربادوس
الساحل: 135كم
مطالبات البحرية: الجرف القاري: 200 ميل بحري (370 ميل بحريkm) أو على حافة الحافة القارية البحر الإقليمي: 12 ميلا بحريا (22كم) المنطقة المتاخمة: 24 ميلا بحريا (44كم) المنطقة الاقتصادية الخالصة: 200 ميل بحري (370 ميل بحري كم)
المناخ: استوائي يخففَ من نسمات البحر المستمرة. إختلاف بسيط في درجات الحرارة الموسمية؛ موسم الأمطار (من مايو إلى نوفمبر)
النقاط القصوى:
أقصى نقطة شمالية: الرأس غير المسمى في مدينة خليج دييب ، سانت كيتس
أقصى نقطة جنوبية: كهف الشيطان، سانت جون فيجتري باريش، نيفيس
أقصى نقطة غربية: الرأس الغربي لسانت كيتس ، سانت آن ساندي نقطة باريش
أقصى نقطة شرقية: الرأس الشرقي لنيفس، سانت جيمس ويندوارد باريش
أدنى نقطة: البحر الكاريبي 0 م
أعلى نقطة: جبل ليامويجا 1,156 م
الموارد الطبيعية: أراض صالحة للزراعة
استخدام الأراض: أرض صالحة للزراعة: 19.44٪ محاصيل دائمة: 2.78٪. أخرى: 77.78٪ (2005)
الأخطار الطبيعية: الأعاصير (من يوليو إلى أكتوبر)
البيئة - الإتفاقيات الدوليه:
طرف في: ألتنوع البيلوجي، تغير المناخ ، التصحر، الأنواع المهددة بالانقراض ، النفايات الخطرة ، قانون البحار ، حماية طبقة الأوزون ، تلوث السفن ، صيد الحيتان .

## معرض الصور

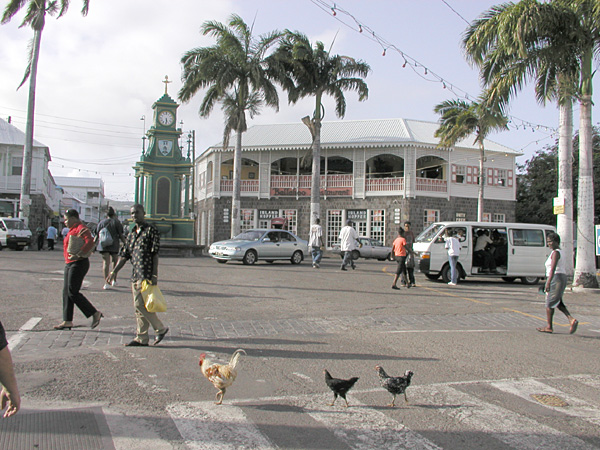
وسط البلد باستير
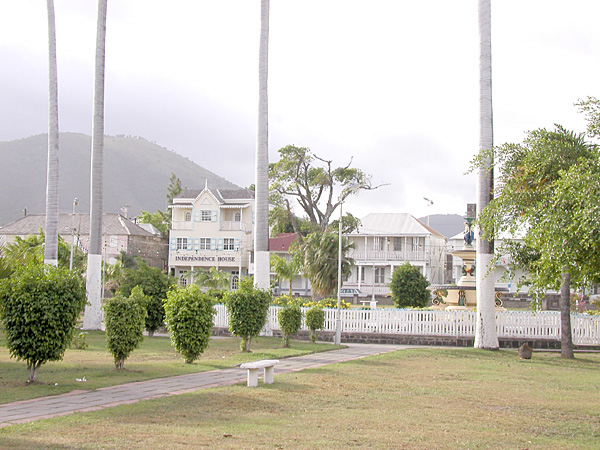
وسط البلد باستير
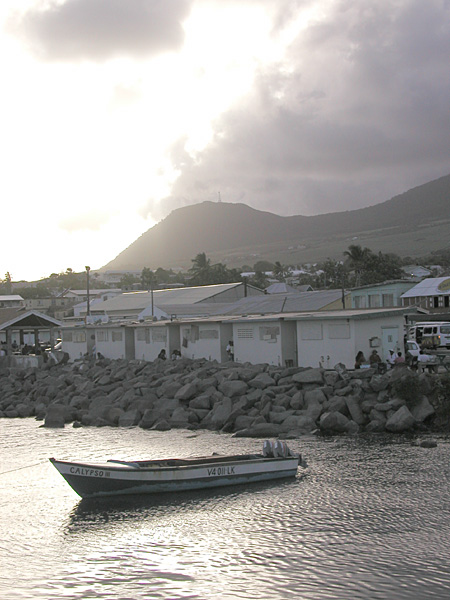
قارب صيد ، ميناء باستير
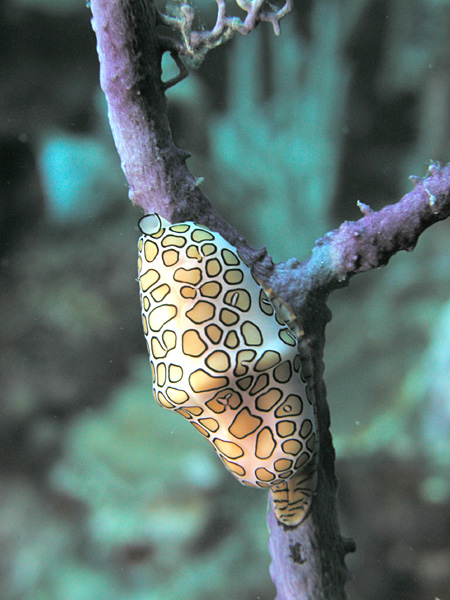
قذيفة لسان فلامنغو على مروحة البحر
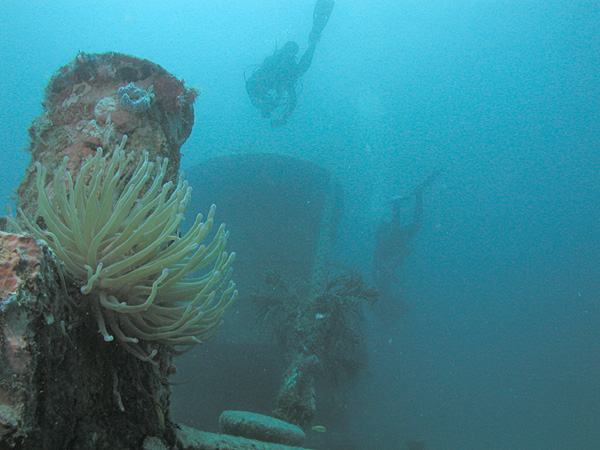
الغواصون وشقائق النعمان على حطام نهر تاو
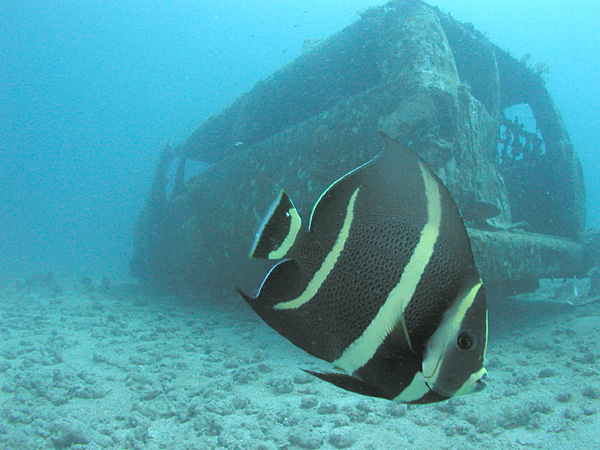
سمكة ملائكية فرنسية صغيرة الحجم بالقرب من شاحنة غارقة
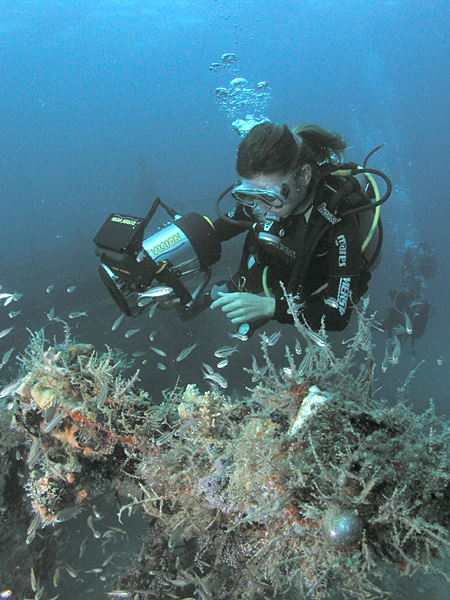
غواص وسمكة ، حطام نهر إم في تاو
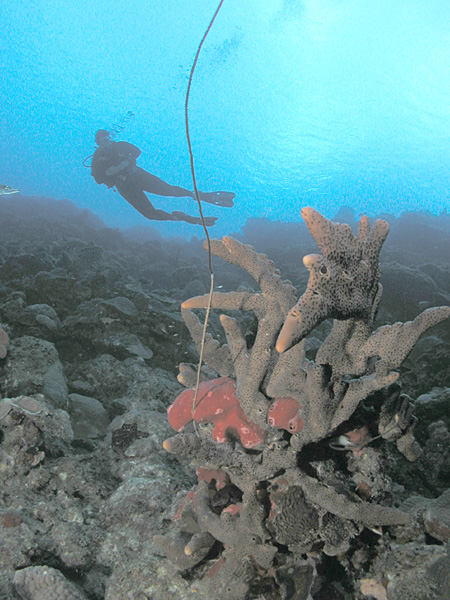
الغطاس والاسفنج
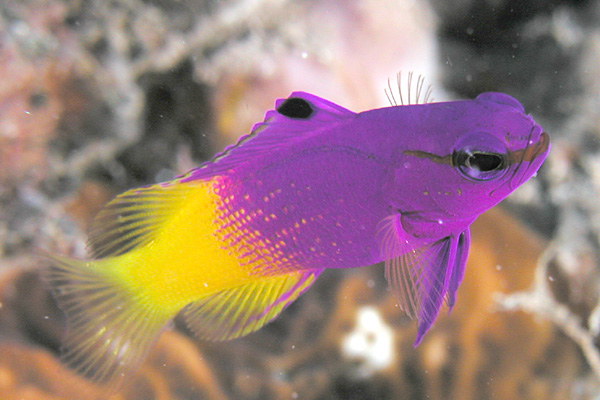
Royal Gramma أو Fairy Basslet